# Birrwil
Birrwil is een gemeente en plaats in het Zwitserse kanton Aargau en maakt deel uit van het district Kulm.
Birrwil telt 2.967 inwoners.